# Marcel Gounouilhou
Marcel Gounouilhou, né le 11 juillet 1882 à Cérons (Gironde) et mort le 28 janvier 1939 à Mérignac (Gironde), est un homme politique, patron de presse et entrepreneur français.

## Patron de presse
Jean-Marcel Gounouilhou est le petit-fils et héritier de Gustave Gounouilhou (1821-1912), un imprimeur bordelais fondateur du quotidien républicain modéré La Petite Gironde, allié de la famille Bourrageas.
Licencié en lettres et langues orientales, il entre à la direction du journal familial en 1902. Il en est le co-directeur en 1906 puis parvient à prendre le contrôle de la Société des journaux et imprimeries de la Gironde. Devenu directeur de La Petite Gironde, il diversifie ses activités dans l'édition, la banque et le cinéma en investissant chez Pathé. Gounouilhou est aussi le fondateur du Syndicat des journaux régionaux.
Marcel fait partie des patrons de la presse régionale de l'entre-deux-guerres. Il est, en outre, administrateur d'autres périodiques, notamment au Maroc.

## Parcours politique
En parallèle de ses activités dans le monde de la presse, Marcel Gounouilhou se lance en politique. Sa première tentative a lieu en 1914, dans la deuxième circonscription des Landes, face au radical Léo Bouyssou. C'est un échec.
En 1919, ancien combattant auréolé d'états de services prestigieux qui lui valent la Légion d'honneur (capitaine, il est affecté au 57e régiment d'infanterie ainsi qu'à l'État-major de l'Armée d'Orient), il tente sa chance dans le Gers. Se présentant aux électeurs comme propriétaire-viticulteur, il s'inscrit sur la liste du Bloc national, s'attaquant au radicalisme et aux problèmes économiques. Élu député, Gounouilhou, avec Joseph Barthélemy, un autre parlementaire gersois, participe à la fondation de l'éphémère Parti républicain de réorganisation nationale. Il siège avec le groupe qui en est l'émanation à la Chambre : l'Action républicaine et sociale.
Sollicitant à nouveau les voix des Gersois en mai 1924, Gounouilhou n'est pas réélu, notamment à cause d'une modification de la carte électorale départementale.
Par la suite, les autres fonctions politiques qu'il occupe sont locales et centrées sur le seul département de la Gironde. Il est maire d'Arcachon entre 1929 et 1938 et parvient à se faire élire conseiller général. À son poste de maire, il réalise le fronton de pelote basque en 1932 (nommé d'après l'abbé Anabitarte), la deuxième jetée, remplaçant la première datant de 1899, du Moulleau et un boulevard-promenade (qui porte depuis son nom).
Il est enterré au cimetière d'Arcachon (carré 26).

## Honneurs

### Décorations
- Commandeur de la Légion d'honneur par décret du 11 aout 1932[2]
  -  Officier de la Légion d'honneur par décret du 31 juillet 1928
  -  Chevalier de la Légion d'honneur à titre militaire par décret du 29 décembre 1917
- Croix de guerre 1914–1918

### Hommages
- À Arcachon, un boulevard, créé sous sa mandature, porte son nom[2].
- En golf, le Trophée Gounouilhou désigne la première division masculine du Championnat de France de golf des clubs.

## Source et références
Source
- « Marcel Gounouilhou », dans le Dictionnaire des parlementaires français (1889-1940), sous la direction de Jean Jolly, PUF, 1960 [détail de l’édition]

Références
1. ↑  Elie-Gustave Gounouilhou : Nos notabilités du XIXe siècle : Médaillons bordelais (ill. Louis Blayot), t. III, Bordeaux, Féret et fils, 1896 (lire en ligne)
2. 1 2 3 4 5 6  « 150 ans d’histoire au cimetière d’Arcachon », sur Société historique et archéologique d’Arcachon et du Pays de Buch, 3 juillet 2014 (consulté le 5 mars 2020).
3. ↑  Avenir d'Arcachon n°2439 du 9 juillet 1899.